# Courcelles (Meurthe-et-Moselle)
Courcelles település Franciaországban, Meurthe-et-Moselle megyében. Lakosainak száma 87 fő (2022. január 1.). Courcelles Aboncourt, Fraisnes-en-Saintois, Grimonviller, Pulney, Blémerey és Chef-Haut községekkel határos.

## Népesség
A település népességének változása:
| Lakosok száma | 122  | 102  | 94   | 79   | 108  | 103  | 104  | 96   | 92   | 87   |
|               | 1968 | 1982 | 1990 | 2006 | 2013 | 2015 | 2017 | 2019 | 2020 | 2022 |